# Osterspai
Osterspai est une municipalité du Verbandsgemeinde Braubach, dans l'arrondissement de Rhin-Lahn, en Rhénanie-Palatinat, dans l'ouest de l'Allemagne.